# La Femme à la caméra
Pour plus de détails, voir Fiche technique et Distribution.
La Femme à la caméra est un documentaire marocain de la réalisatrice Karima Zoubir, sorti en 2013.

## Synopsis
Khadija Fenan, jeune Marocaine divorcée et mère de famille décide d'assumer son indépendance en travaillant comme vidéaste de mariages. En opposition à l'espoir et à la joie qu'elle capture lors de ces cérémonies, son quotidien se retrouve confronté aux profonds désaccords de son proche entourage. Il s'agit du premier long métrage de Karima Zoubir. Pour la réalisatrice, cette plongée documentaire a pour vocation d'interroger le spectateur sur la place de la femme dans la société marocaine.
Récompensé du Prix Ulysse lors du 35e Festival du cinéma méditerranéen de Montpellier en 2013, La Femme à la caméra a bénéficié d'une reconnaissance internationale en étant notamment lauréat du Puma Creative Catalyst Award au Durban FilmMart, du prix Human Rights Award à l'International Documentary Festival d'Agadir ou du WorldView Award à l'International Documentary Film Festival d'Amsterdam en 2014.

## Fiche technique
- Titre : La Femme à la caméra
- Titre anglais : Camera/Woman
- Réalisation : Karima Zoubir
- Scénario : Karima Zoubir
- Photographie : Gris Jordana
- Montage : Sofia Escudé Poulenc
- Musique : Sanaa Fadel
- Production : Les Films de demain
- Distribution : Les Films de demain
- Genre : documentaire
- Pays d'origine : Maroc
- Langues : arabe
- Format : couleur
- Durée : 59 min
- Sortie : 2013

## Distinctions
- 2013 : Prix Ulysse pour La Femme à la caméra au 35e Cinemed, Festival du Cinéma Méditerranéen de Montpellier, France
- 2014 : Prix à la Diffusion Rai 3 pour La Femme à la caméra, Primed - Prix international du documentaire et du reportage méditerranéen, Marseille, France
- 2014 : Prix du premier film pour La Femme à la caméra, Festival International Jean Rouch, Paris, France[6]
- 2014 : WorldView Award pour La Femme à la caméra, International Documentary Film Festival Amsterdam (IDFA), Amsterdam, Pays-Bas
- 2014 : Puma Creative Catalyst Award pour La Femme à la caméra, Durban FilmMart, Afrique du Sud
- 2014 : Human Rights Award pour La Femme à la caméra, International Documentary Festival in Agadir, Agadir, Maroc